# Miguel Ibáñez
Miguel Ibáñez es una localidad del municipio de Santa María la Real de Nieva en la provincia de Segovia en el territorio de la Campiña Segoviana, en la Comunidad Autónoma de Castilla y León, España. Está a una distancia de 31 km de Segovia, la capital provincial. Está situado entre los pueblos de Armuña, Ortigosa de Pestaño y Migueláñez.
Hasta 1969, cuando se agregó al municipio de Santa María la Real de Nieva, estaba constituido como municipio independiente. En el 2023 contaba con una población de 18 habitantes, de los cuales 11 eran varones y 7 mujeres. La población se multiplica en los meses de verano con el regreso de los emigrantes y sus familias de vacaciones.
La superficie del término es de 179,80 km². Su altitud es de 907 m sobre el nivel del mar.

## Geografía humana

### Demografía
| Gráfica de evolución demográfica de Miguel Ibáñez entre 1842 y 1960 |
| |
| Población de derecho según los censos de población del INE Población de hecho según los censos de población del INEEntre el censo de 1970 y el anterior, este municipio desaparece porque se integra en el municipio 40185 (Santa María la Real de Nieva) |

| 244           | 234 | 196 | 38 | 25 | 23 | 24 | 23 | 20 | 17 | 18 |
| (Fuente: INE) |     |     |    |    |    |    |    |    |    |    |

## Fiestas patronales

### Vírgenes
Su patrona principal es la Virgen de Prados cuya fiesta se celebra el fin de semana anterior a Pentecostés. Además se celebra el 15 de agosto la festividad de Nuestra Señora de la Asunción.

### Quichoneros
Una fiesta tradicional que se celebraba el 2 de julio en la localidad era Los Quichoneros, con motivo de la festividad de la Visitación. La celebración se caracterizaba por la presencia de cuatro quichoneros o alabarderos, que armados con sus quichones escoltaban a la virgen durante la procesión, dirigidos por un capitán con su banda y un alférez con una bandera. Era costumbre que se repartieran guindas entre los asistentes.